# 张茂实
张茂实（995年—1063年），字济叔，改名张孜，开封祥符人，北宋大臣。养父张景宗，母岐国贤寿夫人朱氏是宋真宗嫡长子、宋仁宗兄长悼献太子的奶妈。

## 生平
其母朱氏入宫做乳母的时候，宋真宗亲将张茂实交付内侍张景宗抚养，说：“此儿貌厚，汝谨视之。”及长，以荫补三班奉职、给事春坊司，转殿直。天圣元年（1023）宋仁宗赵祯即位，迁供奉官、阁门祗候，为陈州兵马都监，筑堤袁家曲捍水，陈州百姓赖以为安。五迁至供备库使，领恩州团练使、真定路兵马钤辖，历知莫、贝、瀛三州。明道二年（1033）八月，以东染院副使身份，与刘赛、符惟忠、李昭述出使契丹。景佑四年（1037）八月，兵部员外郎、知制诰谢绛为契丹生辰使，时任供备库使、连州刺史、带御器械张茂实为副使。庆历二年（1042）五月，朝廷命富弼为回谢契丹国信使，贝州知州、供备库使、恩州团练使张茂实为回谢契丹国信副使，再出使契丹。十一月，张茂实以劳迁西上阁门使、瀛州知州，拜单州团练使、龙神卫四厢都指挥使、并代副总管。
庆历八年（1048）七月，河东更铁钱法，引起兵民情绪不稳，纷纷到府衙诉说，差点引起骚乱，张茂实前往劝说，兵民均还营散去。后历任济州防御使、侍卫马军都虞候、殿前都虞候，加桂州管内观察使、侍卫步军副都指挥使，迁昭信军节度观察留后、马军副都指挥使。至和元年（1054），因张茂实自幼出入皇宫得宋真宗关照，宫廷内外流言散布说他是真宗的私生子，谏官奏请朝廷罢免他的兵柄。于是外调为宁远军节度使、潞州知州，徙陈州知州。
嘉佑四年（1059）十一月，张茂实外任四年，经考察没有其它过错，复任为淮康节度使、马军副都指挥使。嘉佑六年（1061）五月，因枢密副使赵概弹劾张茂实“贩易公使”、“遣卒杀人”，张茂实以年老为由自请解兵权，被免去军职，任曹州知州。嘉佑八年（1063）三月，仁宗崩。四月，宋英宗即帝位。英宗原名赵宗实，张茂实为避英宗旧名，五月，改名“张孜”。不久就逝世，年六十九岁，赠太尉，谥号“勤惠”。

## 延伸阅读
[在维基数据编辑]
 《宋史·卷324》，出自脱脱《宋史》